# Chính phủ nhân dân tỉnh Quảng Đông
Chính phủ nhân dân tỉnh Quảng Đông là cơ quan hành chính cấp tỉnh của tỉnh Quảng Đông thuộc nước Cộng hòa Nhân dân Trung Hoa.

## Cơ cấu tổ chức
- Văn phòng
- Sở Công an
- Sở Quản lý tình trạng khẩn cấp
- Sở Tư pháp
- Sở Nội vụ
- Ủy ban Dân tộc & Tôn giáo
- Ủy ban Cải cách & Phát triển
- Sở Tài chính
- Văn phòng Kiểm toán
- Ủy ban Y tế
- Sở Khoa học & Công nghệ
- Sở Giáo dục
- Sở Văn hóa & Du lịch
- Sở Lao động & An sinh xã hội
- Sở Cưụ chiến binh
- Sở Công nghiệp & Công nghệ thông tin
- Sở Thương mại
- Sở Nhà ở & Phát triển đô thi-nông thôn
- Sở Tài nguyên
- Sở Tài nguyên nước
- Sở Môi trường & Sinh thái

Ngoài ra còn có các tổ chức khác như:
- Ủy ban Quản lý & giám sát tài sản thuộc sở hữu Nhà nước
- Cục Quản lý & giám sát tài chính địa phương
- Cục Thống kê
- Cục Quản lý thị trường
- Cục Thể thao
- Cục An ninh y tế
- Cục Phát thanh & Truyền hình
- Văn phòng các vấn đề Hồng Kông & Ma Cao
- Học viện Khoa học Quảng Đông
- Học viện Khoa học xã hội Quảng Đông
- Học viện Khoa học nông nghiệp Quảng Đông

## Lãnh đạo đương nhiệm
- Tỉnh trưởng: Vương Vĩ Trung
- Phó Tỉnh trưởng:

1. Vương Chí Trung
2. Tôn Chí Dương
3. Vương Hi
4. Trương Tân
5. Trần Lương Hiền
6. Trương Hổ